# Лерер, Брайан
Брайан Лерер (англ. Brian Lehrer) — американский журналист, работающий на нью-йоркской радиостанции «Даблью-Эн-Уай-Си» (англ. WNYC). Передача «Шоу Брайана Лерера», которую он ведёт, завоевала ежегодную награду Пибоди за 2007 за высокие достоинства эфира, объединяющего граждан Нью-Йорка в разговоре, где каждый может высказаться и понять собеседника.

## Ранние годы, учёба
Лерер родился в 1952 в Нью-Йорке, в районе Куинс, в микрорайоне Бэйсайд (англ. Bayside), где прошло его детство. О своём микрорайоне Лерер говорит, что там жили в основном «белые, евреи, средний класс». В 60-х годах, как вспоминает Брайан Лерер, ему поневоле стали приходить в голову мысли о политике, так как у него были опасения, что его отправят во Вьетнам, на войну.
В школе у него был опыт работы музыкальным радиоведущим во время летнего лагеря.
В 1973, Лерер получил образование в Университете штата Нью-Йорк в Олбани по предметам музыки и связям с общественностью, там он одновременно работал на университетском радио как диджей. После университета его пригласили работать на ночном разговорном шоу на музыкальное радио в Олбани, столице штата Нью-Йорка, ориентированное на рок-н-ролл. Он также вёл передачи в городах Колумбусе (Огайо) и Норфолке (Виргиния).
Лерер получил степень мастера по предмету журналистики в Университете штата Огайо, также вторую степень мастера по общественному здравоохранению в Колумбийском университете. Работал как свободный журналист, нанимаемый для единичных проектов —фрилансером (англ. freelancer).

## Шоу Брайана Лерера

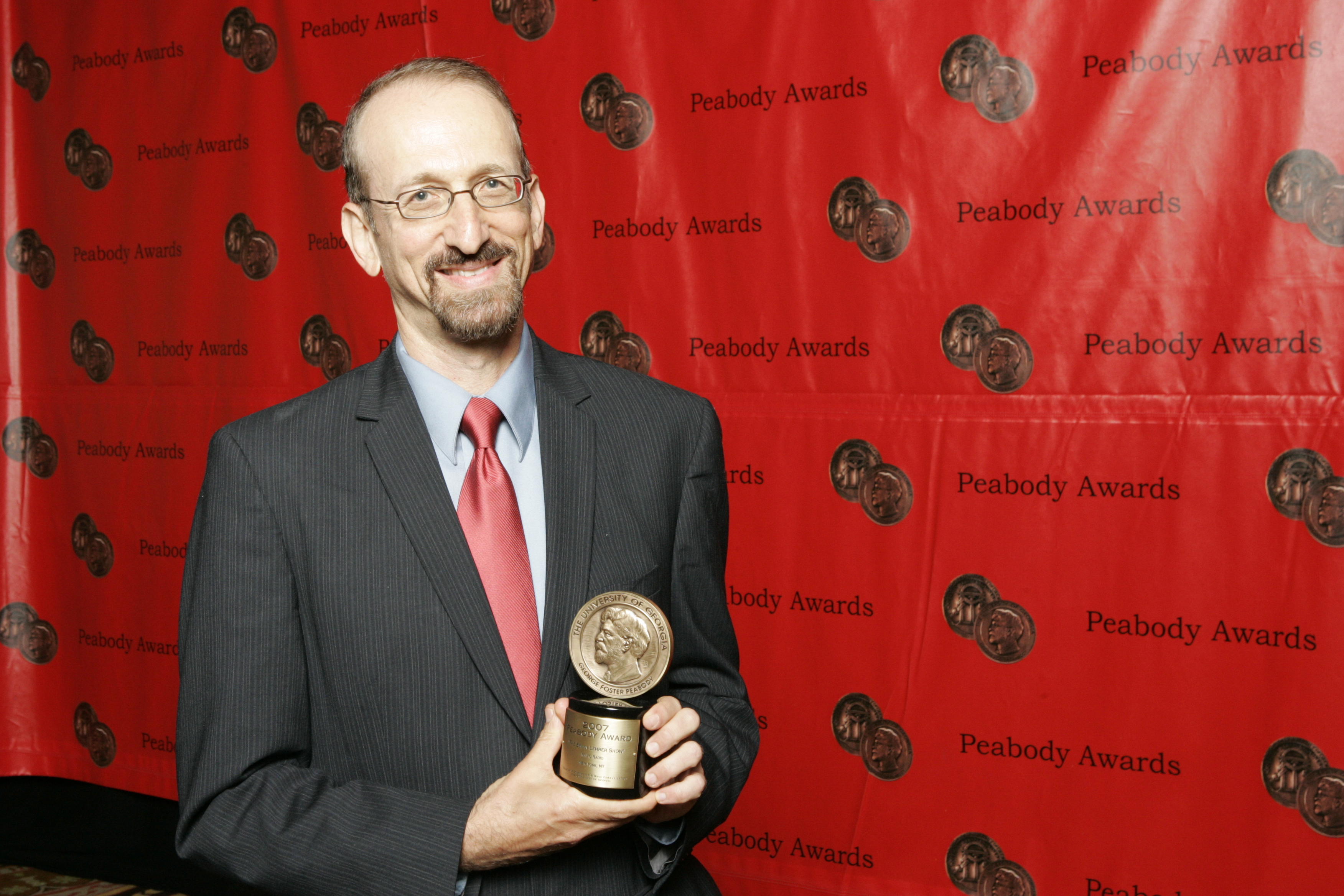
Брайан Лерер на 67-й ежегодной церемонии премии Пибоди в мае 2008 года

Брайан Лерер вёл несколько разговорных шоу на нескольких американских станциях, и после этого, в 80-х годах, был приглашён на радио «Даблью-Эн-Уай-Си» для оценки его способностей как радиоведущий для передачи в разговорной манере.
Здесь Лерер начал вести свою программу «Шоу Брайана Лерера», которая первоначально называвась «На телефонной линии» (On the Line) в 1989 году.
Шоу вышло в эфир, когда были отменены правила «доктрины справедливости» (Fairness Doctrine), которая требовала от владельцев лицензии на вещание отражать сложные, неоднозначные темы обязательно сбалансированным и справедливым образом.
Программа «Шоу Брайана Лерера» выходит ежедневно на радиостанции «Даблью-Эн-Уай-Си», где Брайан Лерер беседует на местные, американские и всемирные темы с журналистами и жителями Нью-Йорка.